# Palazzo della Banca d'Italia (Taranto)
Il palazzo della Banca d'Italia di Taranto si trova nel borgo nuovo della città ed era la sede della filiale locale, chiusa a Luglio 2016 a seguito della riorganizzazione della struttura della Banca d'Italia. Opera dell'architetto Cesare Bazzani, i prospetti esterni sono rivestiti in pietra calcarea di Trani e mazzaro, e per la restante altezza da intonaco speciale e pietra artificiale. 
Il palazzo è stato acquisito nel 2020 dall'ASL di Taranto e dall'anno accademico 2020/2021 è sede della Scuola di Medicina e del corso di laurea in Medicina e Chirurgia della sede di Taranto dell'Università degli Studi di Bari.